# Menahem (Zougot)
Pour les articles homonymes, voir Menahem.
Menahem l'Essénien (en hébreu : מנחם, Menahem) était un juif Tanna (sage) vivant à l'époque du roi Hérode le Grand (37 - 4 av. J.-C.). En tant que zougot (litt « paires »), il est « jumelé » avec Hillel l'Ancien. Menahem est exclu, et c'est alors Shammaï qui lui succède. Selon Flavius Josèphe, Menahem aurait été en bons termes avec le roi de Judée, Hérode le Grand ; en se fondant sur certaines mentions de la Mishna, plusieurs commentateurs estiment qu'il serait devenu l'un de ses conseils ou de ses ministres. C'est peut-être pour cette raison qu'il aurait été exclu du sanhédrin, mais il semble que certaines autorités pharisiennes ont considéré qu'il était « sorti » du judaïsme, voire qu'il aurait été excommunié, en même temps que 160 de ses disciples, bien que tous les « sages » n'aient pas été d'accord à ce sujet.
Dans l'immense corpus de la littérature rabbinique, Menahem est une figure exceptionnelle, car aucune loi ou déclaration attachée à son nom n'y est recensée.

## Zoug avec Hillel
Menahem était un tanna de l'époque des zougot. Il formait lui-même un zoug (une « paire ») avec Hillel l'Ancien, et officiait probablement en tant qu'av beit din (chef de tribunal ou sanhédrin). La Mishna, qui est le plus ancien recueil de la littérature talmudique énumère cinq couples de guides religieux qui se succèdent, et Hillel l'Ancien et Menahem sont les deux leaders actifs à l'époque d'Hérode,. Toutefois, une liste des transmetteurs est donnée dans le traité Avot de la Mishna (1:10s), dans laquelle Shemaya et Abtalion précèdent immédiatement Hillel et Shammaï,. Ils sont respectivement patriarche et président du sanhédrin (nassi). Les fonctions attachées à ces titres sont peut-être anachroniques, « mais il faut reconnaître à ces personnages un rang social notable ». Dans ce traité, le nom de Menahem est totalement absent. Néanmoins, Menahem a probablement formé un zoug pendant un temps avec Hillel avant d'être remplacé par Shammaï.

## Menahem « sortit »
Plusieurs passages de la littérature rabbiniques disent que Menahem « sort », ce qui est compris soit comme la fin de sa fonction, soit comme une sortie du judaïsme (une apostasie ou une excommunication). C'est ce que rapporte la Mishnah du Talmud de Babylone (Hagigah, 16b). Il en est de même de celle du Talmud de Jérusalem qui indique « Menahem sortit, Shammaï entra, » ce qui signifie qu'il fut remplacé par Shammaï l'Ancien, qui forme selon le Pirkei Avot (1:10s) un zoug avec Hillel.
Dans le Talmud de Babylone, les Sages se disputent sur le sens à donner à la sortie de Menahem (Hagigah, 16b). Abaye soutient qu'« il est allé dans [les cours du diable] », c'est-à-dire qu'il apostasia, tandis que Rabba soutient qu'« il est allé au service du roi». La Guemara cite une baraïta à l'appui de Rabba: Menahem sortit pour le service du roi, et avec lui sortirent 80 paires de disciples vêtus de soie (vêtus royalement). Le Talmud de Jérusalem apporte une interprétation supplémentaire: Menahem aurait accepté de jouer un rôle de ministre afin de pouvoir annuler des décrets contre l'étude de la Torah,. Le roi dont il est question dans ces passages est Hérode le Grand dont Menahem a été un ami d'enfance. Flavius Josèphe indique que Menahem était Essénien, qu'il avait rencontré Hérode enfant, et lui aurait prédit son règne bien qu'il ne soit pas d'ascendance royale,,, raison pour laquelle Hérode était tolérant avec les Ésséniens, même si ceux-ci refusaient de lui prêter serment (Antiquités judaïques, XV, X, 5). Une fois roi, Hérode se serait souvenu de la prédiction de Menahem et l'aurait appelé pour écouter ses conseils.
Le Talmud de Jérusalem s'interroge lui aussi sur la « sortie » de Menahem et demande : « Où alla-t-il en sortant ? »

Réponse : « Selon les uns, il a adopté des mesures contraires à celles qu'il avait préconisées (il sortit de la bonne voie) ; selon d'autres, il dut partir contre son gré, avec 80 couples de condisciples, couverts de tirki d'or, ils avaient la face noircie comme des marmites, car ils leur avaient dit : "Inscrivez sur les cornes d'un taureau que vous n'avez pas de part au Dieu d'Israël". » Ce qui évoque clairement une excommunication.
« Menahem est une figure exceptionnelle dans la littérature rabbinique. [Ce vaste ensemble] ne recense aucune loi ou déclaration attachée à son nom. » Pour un nombre important de critiques cela confirme que Menahem ne faisait pas partie des sages Pharisiens, dont les successeurs qui ont fini par dominer dans le judaïsme sont les rédacteurs de la Mishna et du Talmud. Pour eux, il s'agit d'un élément supplémentaire qui montre que le Menahem des sources rabbiniques est l'Essénien dont parle Flavius Josèphe. Toutefois selon le Talmud, « Hillel était d'accord avec Menahem. Menahem est parti, Shammaï est arrivé et ils n'ont plus été d'accord. » Pour Étienne Nodet, il s'agit d'une preuve supplémentaire que la halakha (voie) du « babylonien » Hillel était plus proche de celle des Esséniens que de celle du Pharisien Shammaï.
L'identification de Menahem de la Mishna avec l'essénien mentionné par Flavius Josèphe est en général acceptée,,,,, mais elle est toutefois contestée par Mireille Hadas-Lebel qui estime que celle-ci ne repose que sur un nom.

## Menahem, Messie de Qumran?
Israël Knohl traduit par « armure » le mot rare « tirki » que l'on trouve dans le passage du Talmud de Jérusalem qui décrit Menahem et ses « 80 couples de condisciples » comme étant « couverts de tirki d'or. » Pour lui, la scène de l'excommunication décrite se situe après la mort d'Hérode le Grand (4 av. J.-C.) où trois « messies » royaux ont surgi pour revendiquer la succession royale et tenter de prendre le pouvoir avec leurs partisans, dont Judas le Galiléen. Menahem aurait fait la même chose qu'eux et c'est pour cela que 160 de ses disciples portaient des vestes cuirassées étincelantes (dorées) lorsqu'ils ont été excommuniés par les sages pharisiens qui ont refusé de le reconnaître comme Messie. Lors de la scène décrite « Menahem était à la tête d'un groupe militaire aux ambitions révolutionnaires. » Pour Knohl, le personnage messianique qui est exalté dans certains hymnes retrouvés à Qumrân est Menahem. C'est clairement un haut personnage essénien et Knohl retient comme datation de ces hymnes la période hérodienne. Dans le premier hymne, ce personnage messianique parle à la première personne et s'interroge :

« [Qui] a été méprisé comme [moi ? Et qui]

a été rejeté [des hommes] comme moi ? [Et qui] peut se comparer

à m[oi dans l'endurance du] mal ?

[...]

Qui est comme moi parmi les anges (elim) ?

L'avant dernier vers est une référence à un verset de la Bible (Exode 15, 11) « Qui est comme moi parmi les dieux (elim) ? ». Si l'usage de la première personne du singulier n'est pas une figure de style, « l'auteur emprunte la louange faite à Dieu dans la Bible pour s'auto-glorifier. » Ici le mot elim se rapporte aux anges, mais les deux phrases sont graphiquement identiques. Dans le contexte de cet hymne, le roi dont il dit être le « bien-aimé » est Dieu lui-même.

Cet hymne est connu dans une autre version qui contient notamment le passage suivant :

« un trône de puissance dans l'angélique assemblée. Aucun roi jadis n'a siégé là.

Je siège [...] au ciel.

Le personnage sujet des deux versions de cet hymne considère qu'il est de rang royal. Il se voit dans l'image du « serviteur souffrant » d'Isaïe 53, où le prophète prédit que « ce sont nos souffrances qu'il portait et nos douleurs dont il était chargé (Is 53, 4) ». Mais en même temps il « se vante que nul parmi les anges ne peut se comparer à lui. » « L'auteur ajoute qu'il est considéré comme l'un des leurs par les anges et qu'il demeure au sein de leur conseil. » Il s'identifie ainsi aussi au Fils de l'Homme du Livre de Daniel, une identification qui est faite plusieurs fois au sujet de Jésus de Nazareth dans le Nouveau Testament et en particulier dans les Évangiles. Dans la relation de la mort de Jacques le Juste faite par Hégésippe de Jérusalem, Jésus est décrit par Jacques, comme « Fils de l'Homme, assis au ciel à la droite de la Grande puissance (Dieu) et qui viendra sur les nuées du ciel. » Ce qui est clairement une référence au Livre de Daniel. La même référence est faite par saint Étienne au moment de son procès. De même lors de sa crucifixion, Jésus est présenté comme le « serviteur souffrant » d'Isaïe. Cette combinaison d'attributs « est inconnue dans la littérature hébraïque. » Pour Israël Knohl, « il est difficile de croire que quelqu'un a pu créer un personnage messianique aussi inhabituel. » Pour lui, « il paraît évident que la voix de l'hymne est celle d'un leader de la secte de Qumrân, qui se voyait comme le Messie et était perçu comme tel par sa communauté. »
Il n'y a qu'un seul autre personnage à qui ces attributs ont été décernés, c'est Jésus de Nazareth. Israël Knohl estime donc que Jésus s'est attribué ces caractéristiques en référence aux écrits qui avaient été appliqués à Menahem une génération avant la vie publique de Jésus. Il conteste ainsi le point de vue des chercheurs, pour qui Jésus « n'a pas pu prévoir son rejet, sa mort et sa résurrection car « l'idée d'un messie ou Fils de l'Homme souffrant, mourant et ressuscitant était inconnue du judaïsme, ». [...] Ces éléments, disent [ces chercheurs] lui ont été attribués seulement après sa mort. » Pour Israël Knohl, « Jésus s'est réellement perçu comme le Messie et [il] s'attendait vraiment, en tant que Messie, à être rejeté, tué et à ressusciter après trois jours, parce que c'était précisément ce que l'on croyait être arrivé à un leader messianique ayant vécu une génération avant Jésus. » Pour lui, Menahem est le héros de ces hymnes et ce « Messie assassiné constitue le chaînon manquant qui nous permet de comprendre la manière dont le christianisme est issu du judaïsme. »
D'après Knohl, « le prophète de Dieu » de l'Oracle d'Hystaspe qui sera vaincu, tué, laissé gisant sans sépulture, « mais après le troisième jour, il reviendra à la vie et, tandis que tous regarderont et se poseront des questions, il sera emporté au ciel » est Menahem qui aurait finalement été tué par les forces romaines après sa révolte et laissé exposé sans vie pendant trois jours, alors qu'aucune source ne parle de sa mort et que les auteurs chrétiens ont considéré que cet Oracle prophétisait au contraire la mort de Jésus, sa résurrection et son ascension telle qu'elle et décrite dans les Actes des Apôtres. Pour Israël Knohl, ce passage de l'Oracle d'Hystaspe a été écrit en prenant pour référence ce qui était arrivé à Menahem et c'est pour cela que les hymnes de Qumrân décrivaient ce Messie assassiné comme le « serviteur souffrant » d'Isaïe. La démonstration de son hypothèse passe aussi par un passage de l'Apocalypse de Jean.